# Deense Volkskerk
De Deense Volkskerk (Folkekirken) is de staatskerk van Denemarken, met de koning of koningin van Denemarken aan het hoofd. Het is een Evangelisch-Lutherse kerk.
De Deense staatskerk is met afstand het grootste kerkgenootschap van Denemarken en Groenland. Op 1 januari 2024 waren er 4.253.575 leden, ofwel 71,4% van de 5.961.249 inwoners van Denemarken is lid van de volkskerk (1990: 89,3%, 2000: 85,1% en 2015: 77,8%). Het aantal kerkleden neemt jaarlijks af. Van 2023 op 2024 nam het aantal leden af met 22.696. Sinds 2007 zijn er in twee jaren meer leden vertrokken. Het was in 2013 in verband met de discussie over het homohuwelijk en in 2017 na een campagne van de Atheist Society. In de hoofdstad Kopenhagen was 56,6% van de bevolking lid van de Folkekirke.

## Indeling
De Deense Volkskerk telt elf bisdommen (stift, meervoud stifter), inclusief een Groenlands bisdom. In Denemarken telt de kerk 104 dekenaten en 2.123 Sogns (parochies). Het Faeröer-bisdom werd in 2008 zelfstandig.
De parochies worden bestuurd door een parochieraad die voor een termijn van vier jaar wordt gekozen.

## Doctrine
De Bijbel die tijdens de kerkdienst wordt gebruikt is een herziening die dateert uit 1992. De koningin, als hoofd van de kerk, gaf opdracht tot de herziening. Het liedboek dat wordt gebruikt verscheen in 2003.
De doctrine van de Deense Volkskerk is gebaseerd op de drie oecumenische geloofsbelijdenissen en de Luthersebelijdenisgeschriften:
- Apostolicum
- Geloofsbelijdenis van Nicea-Constantinopel
- Geloofsbelijdenis van Athanasius
- Confessio Augustana
- Kleine Catechismus van Luther

Binnen de Deense Volkskerk zijn een aantal stromingen waarneembaar (Kerkelijke verenigingen), waarvan de belangrijkste zijn: een liberale of gematigde stroming, een piëtistische stroming (Indre Mission) en een existentialistische stroming (Tidehverv) die zich baseert op het gedachtegoed van Søren Kierkegaard.

## Liturgie
De Deense Volkskerk is een liturgisch kerkgenootschap, wat wil zeggen dat tijdens de eredienst de liturgische handelingen een voorname plaats innemen. Tijdens de kerkdienst zijn er drie lezingen: één uit het Oude Testament, één uit een epistel (of een ander boek uit het Nieuwe Testament behalve het Evangelie) en één uit het Evangelie. De preek, die volgt op de lezingen, neemt een centrale plaats in. Na de preek volgt vrijwel altijd de eucharistieviering. Er bestaat een speciaal avondmaalsformulier, maar voorgangers zijn vrij om een ander formulier te gebruiken.
De Deense Volkskerk kent twee sacramenten, de doop en de eucharistie (Avondmaal). In het verleden werd er van de gelovigen verlangd om te biechten (individueel of door middel van een schuldbelijdenis door de parochiegemeenschap) alvorens aan het avondmaal deel te nemen. Naast Doop en Avondmaal kent men ook andere zichtbare handelingen waarvoor speciale liturgieën bestaan: vormsel, huwelijk, de inzegening van een burgerlijk huwelijk en een kerkelijke uitvaart.
Een zogenaamde nooddoop mag worden uitgevoerd door iedere christen.

## Gelijkwaardigheid
| Lidmaatschap van de Volkskerk | Lidmaatschap van de Volkskerk |
| jaar                          | %                             |
| ----------------------------- | ----------------------------- |
| 1990                          | 89,3%                         |
| 2000                          | 85,1%                         |
| 2005                          | 83,3%                         |
| 2010                          | 80,9%                         |
| 2015                          | 77,8%                         |
| 2020                          | 74,3%                         |
| 2021                          | 73,8%                         |
| 2022                          | 73,2%                         |
| 2023                          | 72,1%                         |
| 2024                          | 71,4%                         |

- Vrouwelijke geestelijken. Het priesterambt is in 1948 opengesteld voor vrouwen, hoewel er geestelijken zijn die dit in strijd vinden met de Bijbel. In 1995 werd de eerste vrouwelijke bisschop gewijd.
- Inzegenen van homorelaties. Het inzegenen van homorelaties ligt erg gevoelig. Sinds 1989 bestaat er in Denemarken het geregistreerd partnerschap voor homoseksuelen, waarna de kerk in 1993 een onderzoekscommissie instelde. In 1997 werd een compromis bereikt: het huwelijk was een instelling van Godswege voor man en vrouw, maar dit houdt niet in dat homorelaties niet zouden kunnen worden ingezegend door een geestelijke. Overigens wil dit niet zeggen dat priesters verplicht zijn om een homorelatie in te zegenen, de gewetensvrijheid blijft gewaarborgd. Ongeveer dertig procent van de geestelijkheid weigert om homorelaties in te zegenen.
- Inzegenen van homohuwelijken. Vanaf 15 juni 2012 is het mogelijk dat twee mensen van hetzelfde geslacht met elkaar trouwen, zowel in de kerk als in het gemeentehuis. Tegelijkertijd met deze wet werd unaniem het wetsvoorstel aangenomen dat een priester het trouwen van homoseksuelen moet kunnen weigeren. Zestig procent van de geestelijkheid is tegen het inzegenen van een homohuwelijk.
- Inzegenen van huwelijken waarvan een of allebei de partners gescheiden is/zijn. Hier bestaat onder kerkleden weinig bezwaar tegen, hoewel er priesters zijn die zich ertegen verzetten.

## Ministerie
In 1533 overleed de katholieke koning Frederik I. Denemarken was toen nog een kiesmonarchie en de katholieke edelen gingen op zoek naar een geschikte, dat is katholieke, opvolger. De oudste zoon van Frederik I, Christiaan III, was luthers en hij kwam hiervoor niet in aanmerking. Christiaan III verzamelde een leger en kreeg in 1636 het land in handen en werd koning. Het land van de katholieke kerk werd geconfisqueerd en daarmee verzwakte Christiaan III de positie van de kerk en versterkte zijn eigen machtspositie. De Reformatie werd in hetzelfde jaar ingevoerd. De Folkekirken werd de staatskerk van het land met de koning aan het hoofd. De staat nam alle kerken over en de priesters kregen hun loon van de staat.
Folkekirken kreeg een eigen ministerie, het Kirkeministeriet. Ieder geboren kind wordt in de lokale kerk ingeschreven in het geboorteregister en wordt lid van de Volkskerk, tenzij men aangeeft dit niet te wensen.
Ieder lid van de Volkskerk betaalt automatisch ook kerkbelasting (Kirkeskat). De hoogte ervan is afhankelijk van de gemeente waar men woont en het belastbaar inkomen. Anno 2023 gaat het volgens het ministerie gemiddeld om ongeveer 0,87% van het belastbaar inkomen.

## Bekende leden
- Kaj Munk (1898 - 1944). Dominee, toneelschrijver. Moest zijn ageren tegen het nazisme met de dood bekopen.